# Alicja Łodzińska
Alicja Janina Łodzińska zd. Wilmańska (ur. 31 sierpnia 1925 w Wilnie, zm. 7 lutego 2016 w Toruniu) – polska profesor chemii nieorganicznej i chemii koordynacyjnej.

## Życiorys
Uczęszczała do Gimnazjum im. Elizy Orzeszkowej w Wilnie w latach 1938-1941. W 1946 roku ukończyła Liceum Ogólnokształcące im. Stefana Żeromskiego w Toruniu. W czasie okupacji pracowała w Fabryce Wyrobów Drewnianych w Wilnie. Następnie podjęła studia na Uniwersytecie Mikołaja Kopernika w Toruniu, które ukończyła w roku 1952. Osiem lat później uzyskała stopień doktora za pracę pt. Charakterystyka niektórych własności pseudohalogenów VI grupy układu okresowego. W 1967 roku obroniła pracę habilitacyjną zatytułowaną Zależność stałej nietrwałości związków kompleksowych od wartości elektroujemności składników. W 1991 uzyskała tytuł profesora.
Od 1952 jest członkinią PTCh, a od 1967 Towarzystwa Naukowego w Toruniu. Odbywała staż naukowy w Technische Hochschule w Wiedniu (1972). W latach 1973–1975 pełniła funkcję prodziekana Wydziału Matematyki, Fizyki i Chemii, natomiast w latach 1975-1995 kierowała Zakładem Chemii Nieorganicznej. W 1995 roku przeszła na emeryturę.

## Odznaczenia
- Nagroda Ministerstwa Nauki, Szkolnictwa Wyższego i Techniki (1967, 1973)
- Medal Komisji Edukacji Narodowej (1980)